# P-700 Granit

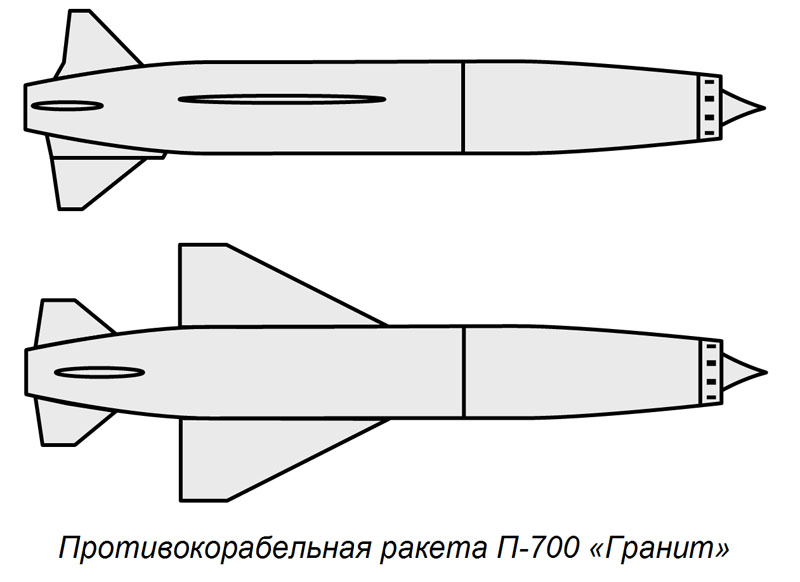
P-700 Granit.

P-700 Granit (tiếng Nga: П-700 "Гранит"; tiếng Anh: granite) là một tên lửa chống hạm của hải quân Nga và Liên Xô (cũ). Nó có tên mã định danh GRAU là 3M45, tên ký hiệu NATO là SS-N-19 Shipwreck. Nó có các biến thể ASCM và SLCM

## Thiết kế và chế tạo
P-700 được thiết kế vào thập niên 1970 để thay thế P-70 Ametist và P-120 Malakhit, cả hai tên lửa trên đều hiệu quả nhưng có tầm bắn ngắn khi đối mặt với các vũ khí cải tiến của các nhóm xung kích tàu sân bay thuộc Hải quân Mỹ. P-700 một phần xuất phát từ P-500 Bazalt, thay thế các động cơ đẩy nhiên liệu rắn của các tên lửa trước đó bằng một động cơ turbojet.
Được chế tạo bởi Chelomei/NPO Mashinostroenia, tên lửa dài 10 m có cánh và đuôi xếp xuôi về sau, trọng lượng khoảng 7000 kg và có thể mang một đầu đạn chất nổ uy lực mạnh 750 kg, hoặc một đầu đạn chất nổ nhiên liệu khí (FAE), hoặc một đầu đạn hạt nhân 500 kt. Nó được phóng bằng cách dùng một động cơ đẩy phụ nhiên liệu rắn trước khi chuyển sang chế độ bay duy trì với động cơ turbojet KR-93, tên lửa có khe hút không khí hình khuyên đặc biệt ở mũi. Tốc độ cực đại vào khoảng Mach 1,6 (khi bay sát mặt biển) và Mach 2,5 (khi bay ở trên cao). Tầm bắn đạt 550 đến 625 km.
Hệ thống dẫn đường sử dụng chế độ hỗn hợp, gồm hệ quán tính, radar. P-700 có tầm bay rất xa (600 km), vượt ngoài tầm quét của các loại radar trên tàu chiến, máy bay mang nó, do vậy tên lửa cần được cung cấp tọa độ mục tiêu từ các phương tiện khác (vệ tinh, máy bay trinh sát, tàu ngầm do thám...). Dưới thời Liên Xô, tham số mục tiêu thường được cung cấp bởi mạng lưới cảm biến không gian EORSAT (tiền thân của hệ thống định vị toàn cầu GLONASS), cụ thể là hệ thống Legenda. Nó được thiết kế như một hệ thống do thám cho tên lửa hạt nhân và chống tàu của Liên Xô nhằm mục tiêu vào các tàu sân bay của Mỹ và NATO, cũng như các hạm đội đối phương. Legenda sử dụng mạng lưới tín hiệu US-P (SIGINT) và các vệ tinh US-A ELINT, các vệ tinh có nhiệm vụ liên tục quét hình ảnh bề mặt Trái Đất, theo dõi vị trí phát tín hiệu vô tuyến từ mặt đất và trên biển để theo dõi sự di chuyển của các tàu chiến lớn của Mỹ và NATO. Đến năm 1993, hệ thống Legenda bắt đầu được Liên bang Nga thay thế bởi hệ thống Liana, hệ thống trinh sát không gian và nhắm mục tiêu thế hệ thứ hai. So sánh với hệ thống tiền nhiệm, các vệ tinh của Liana có quỹ đạo hoạt động cao hơn (Legenda là 250 km trong khi Liana có quỹ đạo 1.000 km) nên có tầm quét mở rộng hơn. Vệ tinh Lotos-S của hệ thống Liana sẽ được giao nhiệm vụ giám sát mặt đất, trong khi các vệ tinh Pion-NKS chuyên nhiệm giám sát vùng biển.
Hệ thống dẫn đường của tên lửa được phát triển bởi TsNII "Granit". Tên lửa được thử nghiệm lần đầu vào tháng 11/1975, đến năm 1979 tên lửa đã bắt đầu được thử nghiệm nhà nước. Do phát sinh nhiều khó khăn về kỹ thuật mà phải đến tháng 3/1983 tên lửa đã mới chính thức chấp nhận đưa vào phục vụ. Tại thời điểm này, hệ thống trinh sát vũ trụ Legenda đã được triển khai đầy đủ. Ngoài vệ tinh, tàu ngầm cũng có thể sử dụng sonar MGK-540 Skat-3 của mình để nhắm mục tiêu. Do tầm bắn rất xa, vượt ngoài tầm quét của radar trên tàu chiến nên P-700 Granit được dẫn đường chủ yếu thông qua hệ thống vệ tinh do thám của hệ thống trinh sát vũ trụ Legenda. Nó có khả năng giao tiếp trực tiếp với vệ tinh ngay sau khi được phóng lên. Các thông tin về mục tiêu cũng có thể được gửi đi bởi một tàu ngầm do thám di chuyển ở độ sâu khoảng 30 mét, hoặc thông qua một hệ thống thông tin liên lạc sóng dài từ các căn cứ mặt đất.
Tên lửa P-700 Granit là một trong những hệ thống vũ khí đầu tiên sở hữu AI mô phỏng trí thông minh của con người. Để tăng xác suất thành công, các tên lửa được trang bị 1 máy tính kỹ thuật số mạnh gồm 3 bộ vi xử lý và bộ thiết bị chống đối kháng điện tử để tránh các tên lửa phòng không và biện pháp gây nhiễu của kẻ thù. Máy tính có thể ra lệnh cho tên lửa thực hiện đường bay thao diễn đa dạng ở nhiều độ cao khác nhau. Các phần chính của tên lửa được bọc thép để có thể chịu được các loại hỏa lực phòng không như đạn pháo 20mm của hệ thống pháo phòng không Phalanx hoặc các mảnh văng của tên lửa phòng không.
Hệ thống máy tính dẫn đường trang bị trí tuệ nhân tạo của P-700 được cài đặt dữ liệu nhận dạng các tàu chiến nước ngoài. Hệ thống này không chỉ tự động tính toán kích thước và hình dáng mục tiêu, mà còn có thể phát hiện tín hiệu điện từ và các thông số đặc trưng khác của từng loại tàu chiến đối phương. P-700 còn được nạp thông tin chiến thuật về các đội hình tàu chiến khác nhau, cho phép tên lửa nhận định chính xác biên đội tàu chiến phía trước là nhóm tàu hộ tống, cụm tàu sân bay chiến đấu hay lực lượng đổ bộ. Dựa vào dữ liệu nhận dạng này, tên lửa sẽ tấn công mục tiêu chính trong đội hình tàu chiến đối phương.
Tên lửa khi đã bắn vào một nhóm tác chiến tàu sân bay (gồm 1 tàu sân bay và 4 tới 8 tàu khu trục) sẽ có một chế độ dẫn đường độc đáo. Một trong các tên lửa chịu trách nhiệm chỉ định mục tiêu bay lên độ cao lớn hơn và chỉ định các mục tiêu, trong khi các tên lửa khác vẫn bay sát mặt biển nhằm chống bị đánh chặn. Trí tuệ nhân tạo trang bị trên các tên lửa P-700 tạo thành một mạng lưới thông minh, liên tục kết nối để hỗ trợ lẫn nhau. Nếu tên lửa chỉ huy bị đối phương bắn hạ, một tên lửa khác trong đội hình sẽ tự động tăng độ cao và thế chỗ của nó. Nếu mục tiêu chính đã bị tiêu diệt trong loạt đạn đầu, các tên lửa còn lại sẽ nhanh chóng tính toán lại nhiệm vụ, bắt đầu phá hủy các mục tiêu khác theo thứ tự quan trọng. Tên lửa có thể phân biệt các mục tiêu, phát hiện các nhóm tàu chiến và tự động ưu tiên mục tiêu nào cần phải tiêu diệt trước sử dụng thông tin thu thập được trong suốt chuyến bay và các loại tàu và các trận chiến đã được lập trình sẵn trong một máy tính trong tên lửa. Chúng sẽ tấn công các mục tiêu theo thứ tự ưu tiên, từ cao nhất tới thấp nhất: sau khi phá hủy các mục tiêu đầu tiên, tên lửa còn lại sẽ tấn công mục tiêu ưu tiên tiếp theo..

## Sử dụng
Khi cần tấn công nhóm tàu sân bay thuộc Hải quân Mỹ, Nga sẽ huy động 1 nhóm tàu ngầm tấn công gồm có từ 3-5 chiếc tàu ngầm lớp Osca I hoặc Osca II, mỗi chiếc mang 24 tên lửa P-700. Tốc độ 30 hải lý/giờ của các tàu ngầm Osca I/II sẽ giúp chúng tiếp cận nhanh chóng khu vực cách nhóm tàu sân bay khoảng 500 – 600 km (ở cự ly xa như vậy thì đối phương rất khó phát hiện ra chúng). Tại đó, những tàu ngầm này sẽ phóng gần như đồng loạt 72-120 tên lửa P-700 để chống lại hạm đội tàu sân bay Mỹ trong cuộc tấn công phủ đầu. Khoảng 30-50% số tên lửa là dành cho tàu sân bay trong khi những tên lửa còn lại dành cho các tàu hộ tống. Nếu cần, một loạt đạn khác gồm 12-24 tên lửa sẽ được phóng từ các máy bay Tu-22M để dập tắt cuộc phản công từ hạm đội đối phương.
Do mục tiêu là tàu sân bay cỡ lớn (giãn nước có thể tới 100.000 tấn) nên P-700 mang theo một đầu đạn hạng nặng, lên tới 750 kg. Ngoài ra, với vận tốc là 800 m/s cùng với trọng lượng 5 tấn, P-700 sẽ tạo ra động năng đạt tới 3,2 tỷ jun (tương đương sức nổ của 700 kg thuốc nổ TNT), động năng này có thể làm hư hại nặng cả 1 tàu sân bay cỡ lớn, ngay cả khi đầu đạn của tên lửa chưa phát nổ. Sức công phá cực mạnh của P-700 khiến nó đủ sức đánh chìm 1 tàu khu trục cỡ lớn chỉ với 1-2 quả bắn trúng vào thân tàu, hoặc đánh chìm tàu sân bay hạng nặng chỉ với vài quả trúng đích.
Theo tính toán của chuyên gia Nga Vladimir Gospodarenko, nếu mục tiêu là một tàu sân bay lớp Nimitz với giãn nước gần 100.000 tấn thì với sức công phá của mình, P-700 sẽ gây phá hủy như sau:
- 1-2 quả đánh trúng: tàu sân bay sẽ hư hại vừa phải, thủy thủ đoàn có thể sửa chữa tạm thời để khôi phục khả năng phóng máy bay sau vài giờ hoặc vài ngày, nếu may mắn thì có thể phá hủy được khoảng 1/3 số máy bay mà con tàu mang theo.
- 3-5 quả đánh trúng: tàu sân bay sẽ hư hại nặng, cần phải quay về sửa chữa lớn tại căn cứ trong nhiều tuần hoặc nhiều tháng, hơn một nửa số máy bay mà con tàu mang theo sẽ bị phá hủy.
- 6-8 quả đánh trúng: tàu sân bay sẽ hư hại rất nặng, hoàn toàn mất khả năng tác chiến, tối đa chỉ có thể sử dụng được máy bay lên thẳng. Phần lớn số máy bay mang theo bị phá hủy. Tàu cần phải được kéo về sửa chữa trong một thời gian dài khoảng vài tháng hoặc 1-2 năm.
- 9 quả đánh trúng trở lên: tàu sân bay chắc chắn sẽ chìm tại chỗ hoặc bị hủy hoại tan nát đến mức không thể sửa chữa (chỉ còn xác tàu đã cháy trơ trụi).

Trong trường hợp tên lửa may mắn đánh trúng vào các khu vực nguy hiểm (khoang chứa đạn dược, nhiên liệu) thì chỉ 1 quả cũng có thể đánh chìm được chiếc tàu sân bay.
P-700 đã được lần lượt phát triển thành P-800 Oniks, sử dụng các động cơ đẩy ramjet, và tên lửa BrahMos, một sự hợp tác giữa Ấn Độ và Nga để hiện đại hóa P-800.

## Trang bị

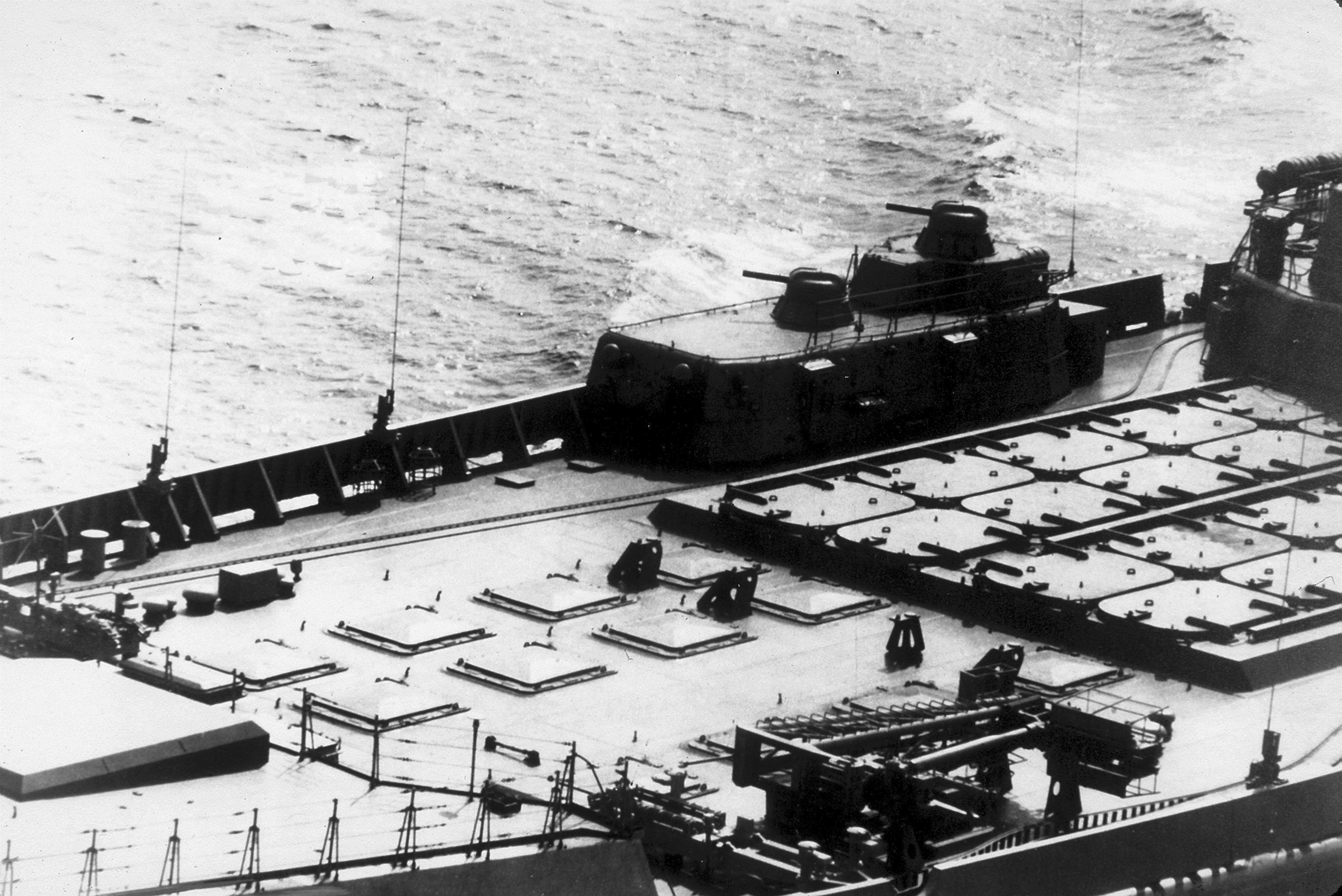
Ống phóng SS-N-19 trên tàu Frunze thuộc lớp tàu tuần dương Kirov.

P-700 được trang bị đầu tiên cho tàu tuần dương Kirov (hiện nay là tàu Admiral Ushakov) vào năm 1980. P-700 hiện đang trang bị trong Hạm đội Biển Bắc trên tàu tuần dương lớp Kirov mang tên Admiral Nakhimov và Pyotr Velikhy, và tàu sân bay Kuznetsov và cũng được trang bị cho tàu ngầm (tàu Kursk mang 24 tên lửa loại này). Tuy nhiên, kích thước của tên lửa đã hạn chế đến việc trang bị cho tàu chiến và tàu ngầm.

## Quốc gia sử dụng
- Soviet Union
  -  Hải quân Liên Xô
- Nga
  -  Hải quân Nga

## Các thông số kỹ chiến thuật
Tên: P-700 (SS-N-19)

Loại: tên lửa hành trình chống hạm tầm xa

Quốc gia phát triển: Nga

Khối lượng: 7000 kg

Chiều dài: 10 m

Đường kính: 0.85 m

Đầu đạn: 750 kg HE (không rõ thành phần, có thể là RDX hoặc tương tự) hoặc phân hạch 500 kt

Hệ dẫn đường: quán tính, radar chủ động, và hệ thống chỉ thị mục tiêu vệ tinh Legenda (có thể đã ngừng sử dụng sau sự sụp đổ của Liên Xô)

Giới hạn G: 18

Tốc độ cực đại: 1.6-2.5

Tầm bắn: 550 – 625 km

Cơ cấu phóng: Kirov CGN, Kuznetsov CVG, Oscar SSGN